# Torbjörn Harrysson
Torbjörn Harrysson (ur. 14 lipca 1943 w Visby, zm. 15 sierpnia 2010) – szwedzki żużlowiec.
Pomiędzy 1966 a 1969 r. trzykrotnie zakwalifikował się do finałów indywidualnych mistrzostw świata, najlepszy wynik osiągając w 1966 r. w Göteborgu, gdzie zajął V miejsce. Dwukrotnie uczestniczył w finałach drużynowych mistrzostw świata, zdobywając dwa medale: złoty (Malmö 1967) oraz srebrny (Londyn 1968). Dwukrotnie zdobył medale indywidualnych mistrzostw Szwecji: srebrny (Sztokholm 1968) oraz brązowy (Göteborg 1967).